# 킴 픽
로런스 킴 픽(영어: Laurence Kim Peek, 1951년 11월 11일~2009년 12월 19일)은 미국의 사반트 증후군 천재로 영화 《레인 맨》의 실제 모델이다. 메가사반트(영어: megasavant)라는 별명을 가질 정도로 기억력이 매우 좋았다.
픽은 심근 경색으로 2009년 12월 19일 자신의 집에서 58세의 나이로 사망하였다. 아버지 Fran은 2014년 4월 5일 88세의 나이로 사망했다.

## 출연
- 리플리의 믿거나 말거나
- 60분

## 같이 보기
- 대니얼 태멋